# Герб Астрахани
Герб Астрахани является официальным геральдическим символом города Астрахань Астраханской области Российской Федерации.
Современный герб города Астрахани утверждён Советом города Астрахани. «Положение О гербе города Астрахани» было утверждено решением 15 сессии 21 созыва Астраханского городского Совета от 24 июня 1993 года. «… Герб города Астрахани представляет собой корону особого вида над восточным мечом в лазоревом (смесь кобальта и ультрамарина) гербовом щите. Геральдическое описание гласит:
В лазоревом щите золотая, подобная королевской, корона с пятью видимыми листовидными зубцами с жемчужинами на украшенном самоцветами обруче с пятью видимыми дужками, из которых средняя украшена самоцветами, а боковые жемчугом, и с зелёной подкладкой над серебряным восточным мечом с золотой рукоятью, обращённом остриём вправо. Геральдическая правая сторона располагается слева от зрителя…»
Герб города Астрахани состоит в Государственном геральдическом регистре Российской Федерации за номером 280.

## Описание и обоснование символики
Герб Астрахани представляет собой четырёхугольный, с закруглёнными нижними углами, заострённый в нижней оконечности геральдический французский щит.
Геральдическое описание (блазон) гласит:
В лазоревом поле золотая, подобная королевской, корона с пятью видимыми листовидными зубцами с жемчужинами на украшенном самоцветами обруче, с пятью видимыми дужками, из которых средняя украшена самоцветами, а боковые жемчугом, и с зеленой подкладкой над серебряным восточным мечом с золотой рукоятью, обращенным острием вправо.
Изображение короны, введённое русскими астраханскими воеводами, означало присоединение в 1556 году Астраханского ханства к России. В тот период город являлся одной из пограничных крепостей Русского государства, охранявших устье Волги. Обнажённая сабля, позднее заменённая мечом, символизировала охрану короны, то есть охрану пограничной территории на южных рубежах государства. Восточный меч как бы указывал, против каких врагов России она направлена и откуда исходила опасность.

Галерея
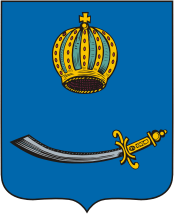
Герб 1856 года

## История

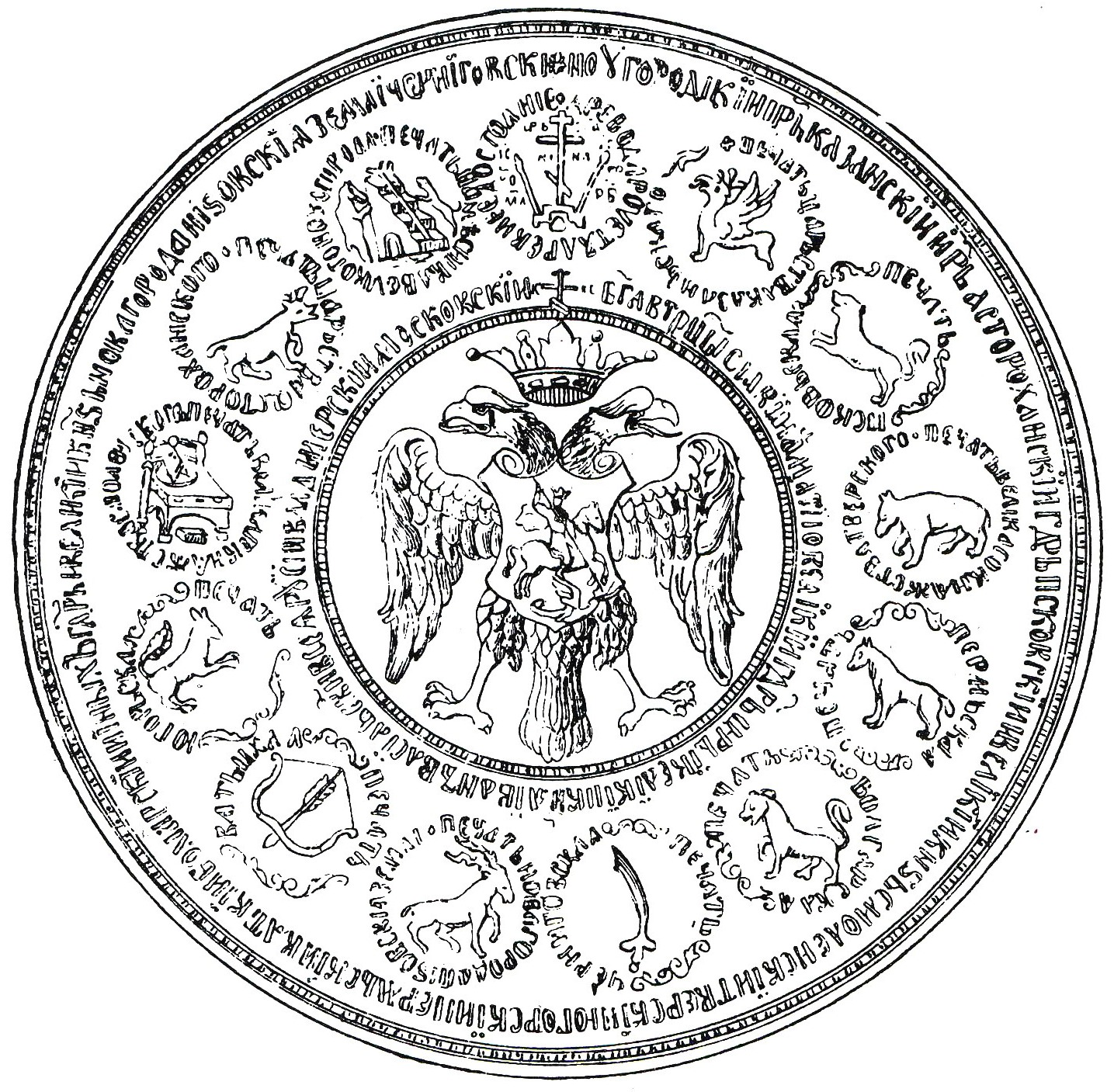
Большая печать Иоанна IV Васильевича (XVI век). Печать Царства Астраханского вверху слева.

Первая эмблема Астраханского царства появилась на печати Ивана Грозного. Волк в короне, вправо; вокруг надпись:
Печать царьства Остороханского

В описании печатей царя Алексея Михайловича (прим. до 1665 г.) упомянута и печать Астрахани:. 
В Астарахани корона, под нею сабля, около подпись — Государева печать Царства Астараханского;
Герб Астраханского полка

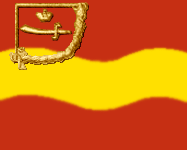
Знамя Астраханского полка 1712 года.

Знамя Астраханского пехотного полка (1712): 
Красные, с желтою полосою посредине и с изображением, в верхнем углу, у древка, золотой сабли под короною.

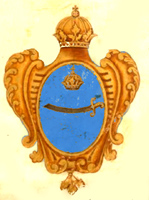
Герб на знамени Астраханского полка полка 1730 года из знаменного гербовника
Сабля белая под короной астраханскою, чёрен (рукоятка) и корона золотые, поле лазоревое.